# Mangbetu
I Mangbetu, noti anche come Mombuttu, sono una popolazione della Repubblica Democratica del Congo, che vive nella  Provincia Orientale.

## Lingua
La lingua è chiamata lingua Mangbetu, ma nel linguaggio regionale lingala è detta kingbetu, mentre loro stessi la chiamano nemangbetu. Si tratta di una lingua appartenente al Gruppo linguistico nilo-sahariano. Unica caratteristica particolare è che in esso vi è una consonante vibrata labiale sia sonora che muta. (La lingua austronesiana Labo di Vanuatu, nota come Mewun, è l'unica altra lingua con questa caratteristica)

## Cultura
I Mangbetu sono noti per le loro arti e musiche, molto evolute. Uno strumento ad essi associato e da essi denominato è l'arpa (o chitarra) Mangbetu.
Alcuni musicologi hanno anche cercato di far registrare ai Mangbetu dei video ed audio delle loro musiche.
I Mangbetu spiccavano per gli esploratori europei a causa dei loro crani allungati. Tradizionalmente i crani dei bimbi mangbetu venivano avvolti strettamente con stoffe per dar loro questo aspetto diverso. Questa pratica cominciò a declinare negli anni cinquanta del XX secolo, con l'arrivo di molti esploratori e la conseguente occidentalizzazione. A causa di questa caratteristica è semplice riconoscere immagini di Mangbetu nell'Arte africana.

## Storia

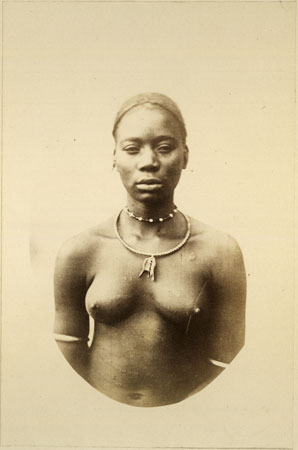
Donna Mangbetu nel XIX secolo

Agli inizi del XVIII secolo il popolo Mangbetu era costituito da piccoli clan, che con le migrazioni verso il meridione, erano venuti a contatto con altri popoli che migravano in senso contrario e parlavano lingue bantu, mescolandosi a loro. Verso la fine del secolo un gruppo di élite di lingua Mangbetu, prevalentemente provenienti dal clan dei Mabiti, assunsero il controllo su altri gruppi Mangbetu e di molti vicini di lingua Bantu. È probabile che le conoscenze di fucinatura del rame e del ferro, che consentivano loro di fabbricare armi e monili, dessero loro la supremazia militare ed economica sui vicini.

### La questione del cannibalismo
Molti studi recenti descrivono i Mangbetu come un popolo storicamente cannibale. Secondo alcuni uomini Mangbetu, intervistati nel documentario Spirits of Defiance: The Mangbetu People of Zaire pare che molti Mangbetu sono convinti, che i loro avi praticassero il cannibalismo.  David Lewis asserisce che: «…un'ondata di cannibali, che si diffuse da cannibali inveterati che andavano dai Bakusa ai Batetela, i Mangbutu e molti degli Zande…» emerse dai disordini politici causati dalle incursioni Swahili negli anni 1880.
Comunque Keim sostiene che molte accuse di cannibalismo non sono fondate su «…accurate ricerche sul campo, ma solo su relazioni europee del XIX secolo, profondamente condizionate da miti sul Continente Nero»